# Битва за Гендерсон-Філд
Битва за Гендерсон-філд, також відома як Битва біля Гендерсон-філд або Битва біля мису Лунга в японській літературі, відбулася 23—26 жовтня 1942 року на острові Гуадалканал (Соломонові острови) та поблизу нього. Ця битва відбувалась на суходолі, на морі і в повітрі під час Війни на Тихому океані, частини Другої світової війни, між силами Імператорської армії Японії з однієї сторони і військами Союзників (головним чином морською піхотою і Армією США). Битва стала третім і останнім великим суходольним наступом японських військ під час Гуадалканальської кампанії.
У цій битві сили морської піхоти і армії США під загальним командуванням генерал-майора Александера Вандегріфта успішно відбили атаку японської 17-ї армії під командуванням генерал-лейтенанта Харукіті Хякутаке. Американські війська обороняли периметр навколо мису Лунга, захищаючи аеродром Гендерсон-філд на Гуадалканалі, який був захоплений у японців військами Союзників при висадці на Гуадалканалі 7 серпня 1942 року. Війська Хякутаке були відправлені на Гуадалканал у відповідь на висадку Союзників із завданням повернути аеродром і вибити війська Союзників з острова.
Солдати Хякутаке намагалися атакувати протягом трьох днів в різних місцях в районі периметру Лунга, але всі атаки були відбиті з більшими втратами для наступаючих. Водночас літаки Союзників із Гендерсон-філд успішно захистили позиції американських військ на Гуадалканалі від атак японських літаків і кораблів.
Битва завершила останню значну наступальну операцію японських військ на Гуадалканалі. Наступна спроба доставити значні підкріплення провалилась під час морської битви за Гуадалканал в листопаді 1942 року, Японія зазнала поразки в кампанії і успішно вивезла більшу частину солдатів, що залишилися, з острова під час евакуації в перший тиждень лютого 1943 року.

## Передумови битви

### Гуадалканальська кампанія
7 серпня 1942 року збройні сили Союзників (в основному бойові частини США) висадилися на Гуадалканалі, Тулагі і Флоридських островах в архіпелазі Соломонові острови. Метою десанту було не дати використовувати острови для будівництва японських баз, які могли б загрожувати транспортним потокам між США і Австралією, а також створення плацдарму для кампанії по ізоляції головної японської бази в Рабаулі і підтримка сухопутних сил Союзників в Новогвінейській кампанії. Гуадалканальська кампанія продовжувалась шість місяців.
Неочікувано для японських військ на світанку 8 серпня їх атакували війська Союзників під командуванням генерал-лейтенанта Александера Вандегріфта, головним чином американська морська піхота, що висадилася на Тулагі та найближчих островах, а також біля японського аеродрому поблизу мису Лунга на Гуадалканалі (пізніше добудованого і названого Гендерсон-філд). Авіація Союзників, що базувалася на Гуадалканалі, отримала назву «ВПС Кактуса» (CAF) по кодовій назві Союзників Гуадалканалу. Для захисту аеродрому морські піхотинці США створили оборонний периметр навколо мису Лунга.
У відповідь Генеральний штаб Збройних сил Японії відправив підрозділ японської 17-ї армії, корпус, що базувався в Рабаулі, під командуванням генерал-лейтенанта Харукіті Хякутаке, з наказом повернути контроль над Гуадалканалом. Підрозділи японської 17-ї армії почали прибувати на Гуадалканал 19 серпня.

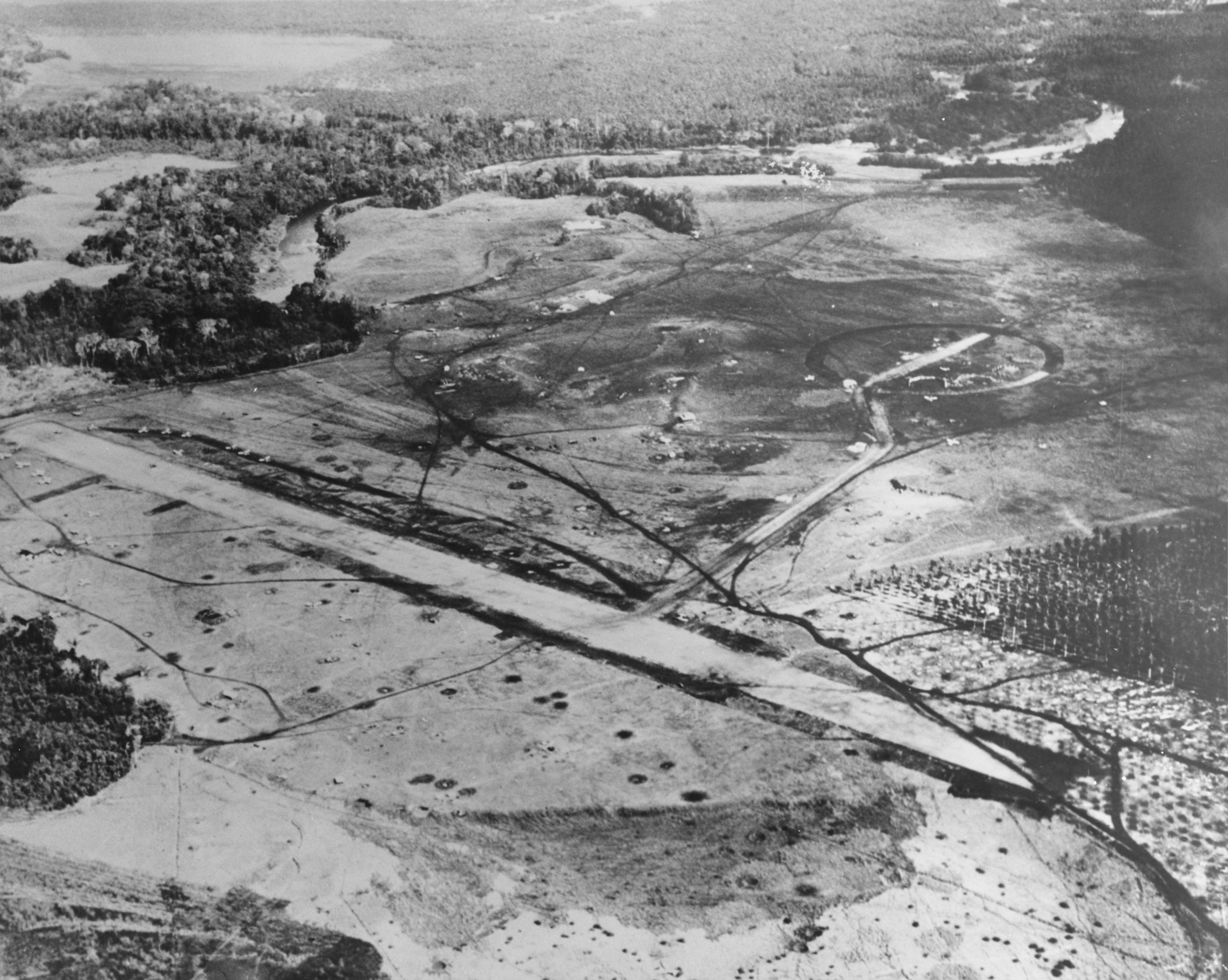
Гендерсон-філд на Гуадалканалі в кінці серпня 1942 року, незабаром після початку експлуатації авіацією Союзників

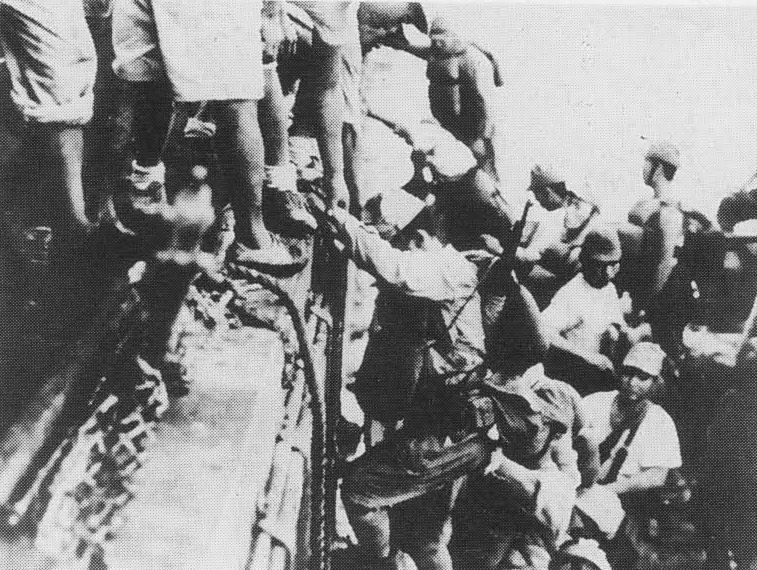
Японські солдати вантажаться на Токійський експрес

Через небезпеку зі сторони авіації CAF, яка базувалася на Гендерсон-філд, японці не могли використовувати великі повільні транспортні судна для доставки солдатів та озброєння на острів. Натомість вони використовували головним чином легкі крейсери і ескадрені міноносці 8-го японського флоту під командуванням Гун'їті Мікави, які зазвичай встигали виконати рейс через протоку Слот до Гуадалканалу і назад за одну ніч, таким чином мінімізуючи загрози повітряних атак. Проте таким способом було можливо доставити тільки солдатів без важкого озброєння і припасів, в тому числі без важкої артилерії, автомобілів, достатніх запасів їжі, а тільки те, що солдати могли перенести на собі. Крім того, есмінці були необхідні для охорони звичайних конвоїв. Ця швидкісна доставка військовими кораблями мала місце протягом всієї кампанії на Гуадалканалі і отримала назву «Токійський експрес» у Союзників і «Щуряче транспортування» у японців.
Перша спроба японців відбити Гендерсон-філд силами підрозділу чисельністю 917 осіб закінчилася невдачею 21 серпня в бою біля річки Тенару. Наступна спроба була здійснена 12-14 вересня силами 6 000 солдатів під командуванням генерал-майора Кіетаке Кавагуті, вона закінчилася поразкою в битві за хребет Едсона. Після поразки на хребті Едсона Кавагуті і його солдати відійшли на захід до річки Матанікау на Гуадалканалі.
Хякутаке негайно почав готувати новий наступ на Гендерсон-філд. Японський флот запропонував підтримати наступ шляхом доставки необхідної кількості солдатів, озброєння і продовольства на острів, а також повітряними нальотами на Гендерсон-філд і відправкою воєнних кораблів для бомбардування аеродрому.
В той час, коли японські війська перегруповувалися біля Матанікау, американці зосередилися на укріпленні позицій по периметру Лунга. 18 вересня американський морський конвой доставив 4 157 солдатів 3-ї Тимчасової бригади морської піхоти (7-й полк морської піхоти США) на Гуадалканал. Ці підкріплення дозволили Вандегріфту, починаючи з 19 вересня, організувати безперервну лінію оборони по периметру Лунга.
Генерал Вандегріфт і його штаб були впевнені, що солдати Кавагуті відступили на захід до річки Матанікау і численні групи солдатів, що відстали від основної частини війська, знаходяться на території між периметром Лунга і річкою Матанікау. Тому Вандегріфт вирішив провести ряд операцій невеликими підрозділами в районі річки Матанікау.

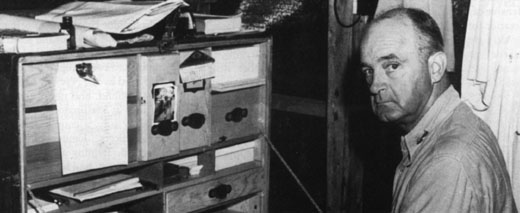
Генерал Вандегріфт в своєму командирському наметі на Гуадалканалі

Перша операція американської морської піхоти проти японських військ західніше від Матанікау, що проходила 23—27 вересня 1942 року силами трьох батальйонів, була відбита солдатами Кавагуті під командуванням полковника Акіносуке Ока. Під час другої операції 6—9 жовтня значні сили морської піхоти успішно перетнули річку Матанікау, атакували нещодавно прибулі японські війська з 2-ї Сендайської піхотної дивізії під командуванням генералів Масао Маруями і Юміо Насу, та нанесли значних втрат японському 4-му піхотному полку. Унаслідок другої операції японці залишили свої позиції на східному березі Матанікау і відступили.
Водночас генерал-майор Міллард Гармон, який командував американською армією в Південній частині Тихого океану, переконав віце-адмірала Роберта Л. Гормлі, командуючого силами Союзників в Південній частині Тихого океану, що американська морська піхота на Гуадалканалі має потребу в підкріпленнях для успішної оборони острову від майбутнього японського наступу. У результаті 13 жовтня морський конвой доставив 2837 солдатів із 164-го піхотного полку, підрозділу Північна Дакота Національної гвардії армії США, що входив в 23-ю піхотну дивізію армії США, на Гуадалканал.
Кораблі Мікави продовжували нічну морську доставку солдатів і озброєння на Гуадалканал. З 1 по 17 жовтня японські конвої доставили 15 000 солдатів, включаючи залишки 2-ї піхотної дивізії і один полк 38-ї піхотної дивізії, а також артилерію, танки, боєприпаси і продовольство, на Гуадалканал. Один із рейсів, 9 жовтня, доставив на острів генерала Хякутаке, який особисто очолив приготування до наступу. Мікава також відправляв важкі крейсери декілька разів для бомбардування Гендерсон-філд. В ніч 11 жовтня одна з бомбардувальних місій була перервана кораблями флоту США, які отримали перемогу в бою біля мису Есперанс.

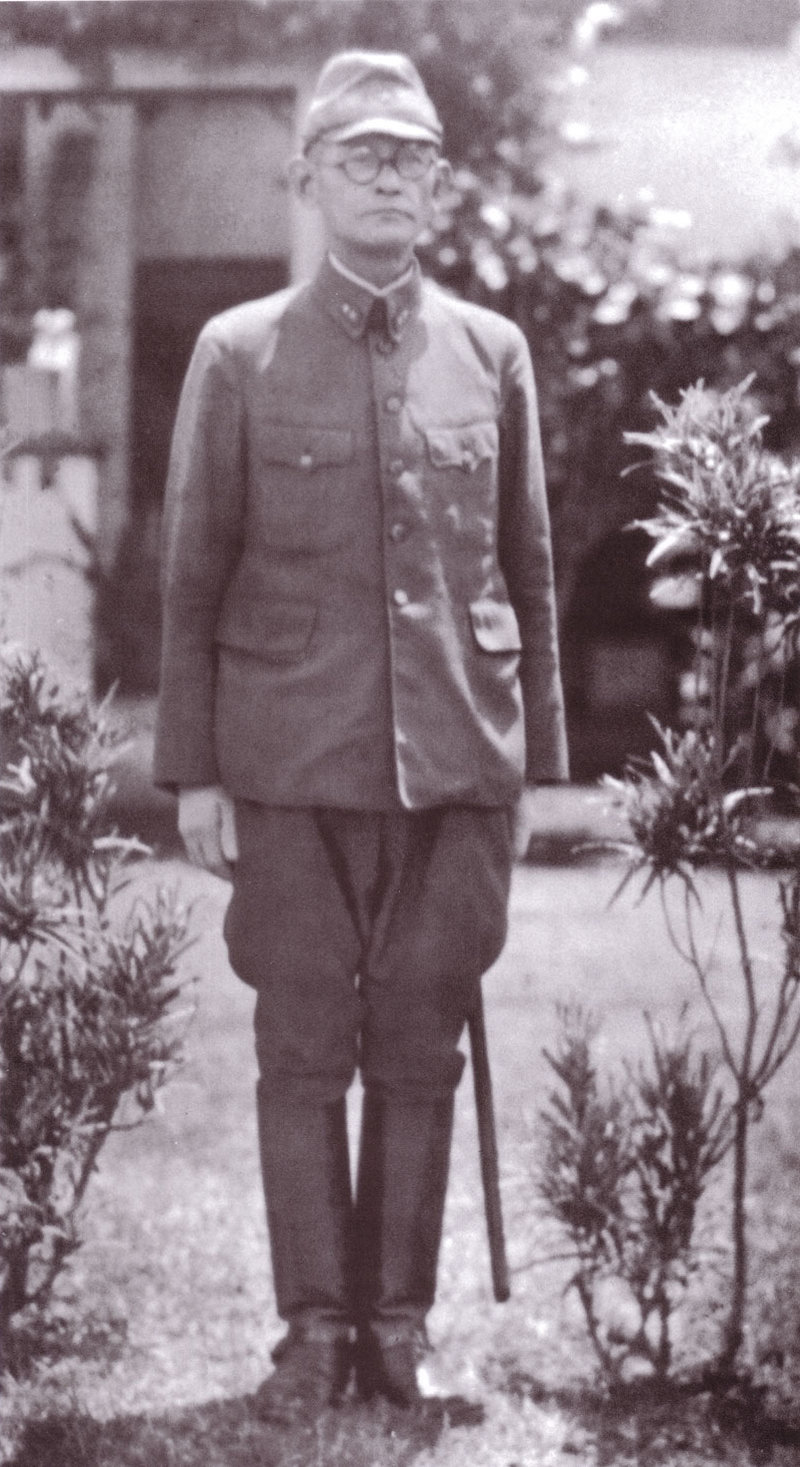
Японський генерал Харукіті Хякутаке перед своєю штаб-квартирою в Рабаулі перед відправленням на Гуадалканал

13 жовтня з наказом допомогти захистити важливий конвой постачання на Гуадалканал, який складався з шести повільних вантажних суден, командувач Об'єднаним флотом Ісороку Ямамото відправив військові кораблі з бази на островах Трук під командуванням Такео Куріти на бомбардування Гендерсон-філд. Ескадра Куріти складалася з лінкорів Конго і Харуна під ескортом одного легкого крейсера і дев'яти есмінців, які прибули до Гуадалканалу, не зустрівши опору і відкрили вогонь по Гендерсон-філд в 01:33 14 жовтня. За 1 годину 23 хвилини вони випустили 973 14-дюймових (355-мм) снаряда по периметру Лунга, більша їх частина попала в зону площею 2 200 квадратних метрів, де знаходився аеродром. Бомбардування нанесло важкі пошкодження двом злітно-посадковим смугам, знищила майже все авіаційне пальне, знищила 48 з 90 літаків ВПС Кактус і вбила 41 солдата, в тому числі шість членів екіпажів ВПС Кактус.
Незважаючи на значні втрати, персонал авіабази Гендерсон зміг відновити одну зі смуг для можливості її використання протягом декількох годин. Через декілька наступних тижнів ВПС Кактус поступово відновились, Союзники перекинули додаткові літаки, пальне і екіпажі на Гуадалканал. Спостерігаючи за японською доставкою солдатів, озброєння та продовольства на острів, американські війська очікували масштабного японського наступу, але не знали де і коли він відбудеться.

### Перекидання військ
У зв'язку з втратою позицій на східному березі Матанікау японці вирішили, що атакувати американські оборонні позиції вздовж берега буде досить важко. Тому, після вивчення американської оборони навколо мису Лунга офіцерами штабу, Хякутаке вирішив, що головний напрям запланованого наступу буде південніше від Гендерсон-філд. Його 2-га дивізія (підсилена одним полком 38-ї дивізії) під командуванням генерал-лейтенанта Масао Маруями, що нараховувала 7000 солдатів в трьох піхотних полках, отримала наказ перейти через джунглі і атакувати американські позиції недалеко від східного берега річки Лунга. 2-га дивізія була розділена на три частини: ліве крило під командуванням генерал-майора Юміо Насу, складалося з 29-го піхотного полку, праве крило під командуванням генерал-майора Кіетаке Кавагуті складалося з 230-го піхотного полку (з 38-ї піхотної дивізії), і резерв під командуванням Маруями, що складався з 16-го піхотного полку. Дата наступу була призначена на 22 жовтня. Щоб відволікти увагу американців від запланованої атаки з півдня, важка артилерія Хякутаке і п'ять батальйонів піхоти (близько 2900 бійців) під командуванням генерал-майора Тадасі Сумійосі повинні були атакувати американські позиції із західної сторони вздовж прибережного коридору. Японці вважали, що чисельність американських солдатів складає лише 10 тис., в той час як фактично їх було близько 23 тис.
В той час периметр Лунга захищали чотири американські полки, що складалися з 13 піхотних батальйонів. 164-й піхотний полк захищав східний сектор. За 164-м полком на південь і на захід через хребет Едсона до річки Лунга займав позиції 7-й полк морської піхоти. Прикриття сектора західніше від Лунга до берега було доручено 1-му і 5-му полкам морської піхоти. Захист гирла Матанікау забезпечували два батальйони під командуванням підполковника Вільяма Дж. МакКелві; 3-й батальйон 1-го полку морської піхоти і 3-й батальйон 7-го полку морської піхоти. Сили МакКелві були відділені від периметру Лунга прогалиною, яку прикривали патрулі.

## Хід битви

### Перед битвою

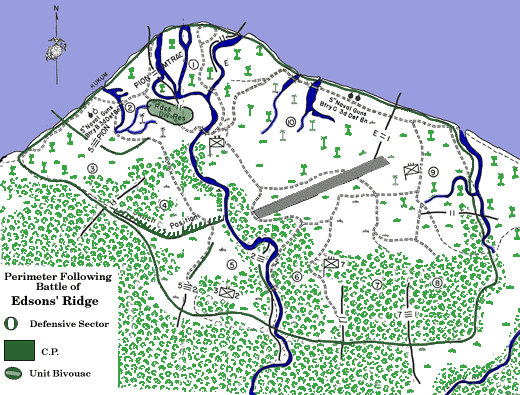
Периметр оборони Лунга навколо аеродрому Гендерсон-філд в кінці вересня 1942 року

12 жовтня японська інженерна рота почала прокладати тропу, що отримала назву «дорога Маруями», від Матанікау до південної частини периметру Лунга. Тропа проходила по ділянці довжиною 15 миль (24 км) по найбільш важкопрохідній місцевості Гуадалканалу, в тому числі перетинаючи чисельні річки та струмки, заповнені ущелини, гірські хребти та густі джунглі. З 16 по 18 жовтня 2-га дивізія почала свій перехід по дорозі Маруями, попереду йшли підрозділи Насу, за ним — Кавагуті і Маруями. Кожному солдату було наказано нести один артилерійський снаряд, свій рюкзак і гвинтівку.
Вранці 20 жовтня Маруяма підійшов до річки Лунга. Вважаючи, що його війська знаходяться всього в 4-х милях (6 км) на південь від аеродрому, він наказав підрозділам лівого та правого крила переміщуватися паралельно один одному до річки Лунга до американських позицій і призначив час початку атаки на 18:00 22 жовтня. Проте Маруяма помилився. Він та його солдати насправді були на відстані 8 миль (13 км) південніше аеродрому. До вечора 21 жовтня Маруямі стало зрозумілим, що вони не встигають вийти на позиції наступного дня, тому початок наступу був перенесений на 23 жовтня, а солдати були переведені на половинний раціон з метою збереження запасів продовольства. З настанням сутінок 22 жовтня більша частина 2-ї дивізії все ще продовжувала йти по дорозі Маруями, сильно розтягнувшись, але Маруяма виключив можливість ще одного переносу дати початку наступу.
У цей час доби Сумійосі підготував свої війська до наступу на американські позиції із заходу. 18 жовтня він почав обстріл Гендерсон-філд 150-мм гаубицями. Залишки 4-го піхотного полку під командуванням полковника Номасу Накагуми почали відкрито збиратися біля мису Крус (на березі західніше Матанікау). 19 жовтня полковник Акіносуке Ока направив загін в 1 200 солдатів із 124-го піхотного полку форсувати Матанікау і почати рух в напрямку височини на східному березі річки.
23 жовтня війська Маруями рухались через джунглі до американських позицій. Кавагуті по своїй власній ініціативі почав переміщувати своє праве крило на схід, вважаючи, що американський захист в цій зоні буде слабкіший. Маруяма через одного з офіцерів свого штабу наказав Кавагуті притримуватися початкового плану наступу. Після отримання відмови Кавагуті був відсторонений від командування і замінений полковником Тосінарі Сьодзі, командиром 230-го піхотного полку. Ввечері після отримання інформації, що сили правого та лівого крил все ще знаходяться в дорозі до американських позицій, Хякутаке відклав наступ на 19:00 24 жовтня. Американці залишалися в повній необізнаності про наближення сил Маруями.
В цей день японський 11-й повітряний флот під командуванням Дзюн'їті Кусаки, що базувався в Рабаулі, відправив 16 бомбардувальників і 28 винищувачів A6M Zero для нальоту на Гендерсон-філд. Для відбиття авіанальоту 24 Wildcat і 4 P-39 ВПС Кактус піднялися в повітря, в результаті відбулася одна з найбільших авіабитв за всю Гуадалканальську кампанію. Японці втратили під час бою декілька літаків, але їх реальні втрати невідомі. ВПС Кактус втратили один Wildcat, проте пілот врятувався.

### Сутичка біля Матанікау
Сумійосі отримав інформацію від штабу Хякутаке про перенесення початку наступу на 24 жовтня, але не міг зв'язатися з Накагумою, щоб повідомити його про затримку. Тому в темряві 23 жовтня два батальйони 4-го піхотного полку Накагуми та дев'ять танків 1-ї окремої танкової роти почали атаки на позиції морської піхоти в гирлі Матанікау.

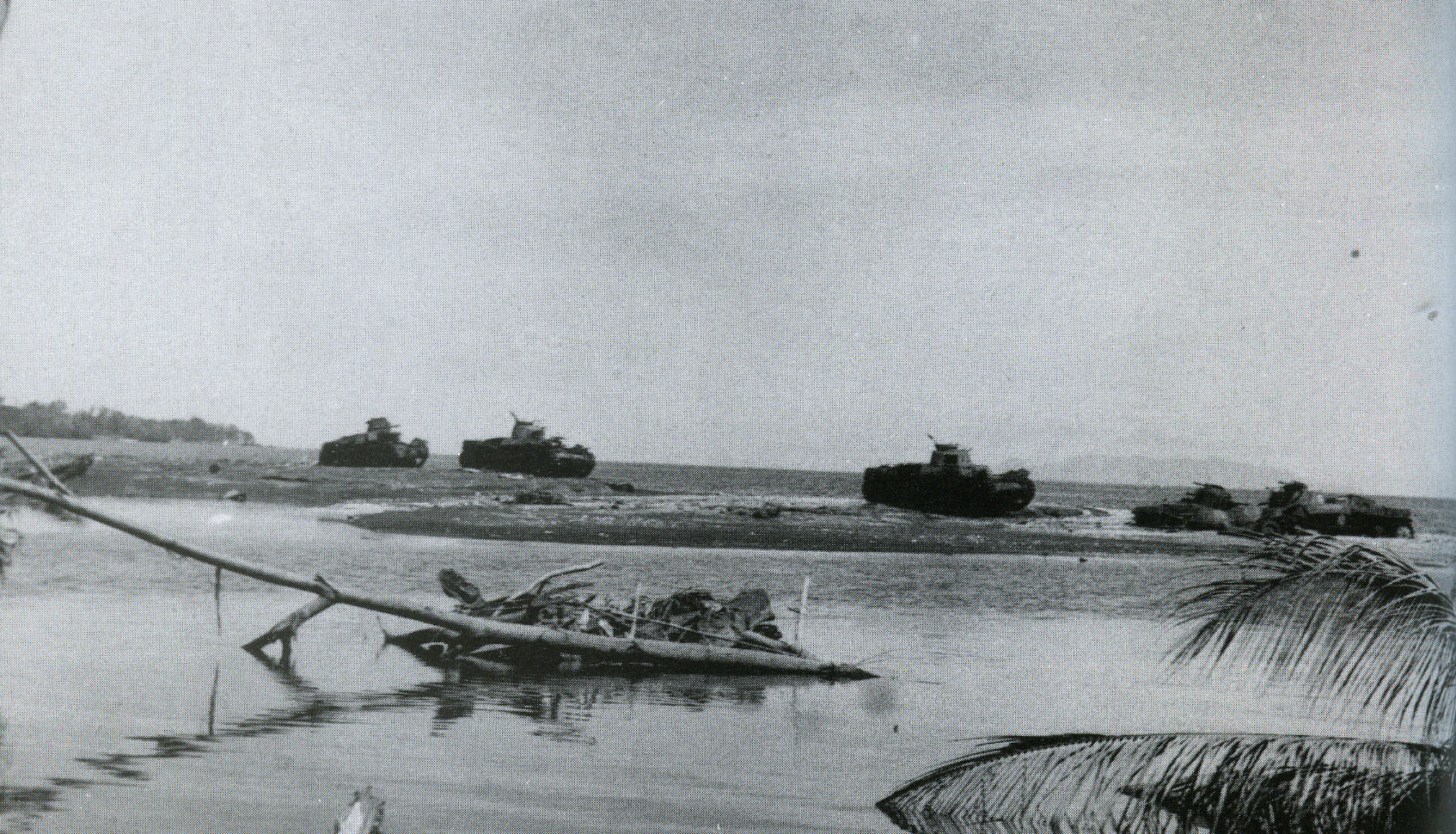
Знищені японські танки 1-ї окремої танкової роти в гирлі Матанікау

Танки Накагуми атакували попарно через піщану косу в гирлі Матанікау під артилерійським обстрілом. 37-мм протитанкові гармати морської піхоти і артилерія швидко знищили всі дев'ять танків. В той же час чотири артилерійських дивізіони морської піхоти, що мали 40 гаубиць, зробили більше 6 000 пострілів по території між мисом Крус і Матанікау, що призвело до значних жертв в піхотних батальйонах Накагуми, які намагалися досягнути ліній оборони морської піхоти.
Атаки Накагуми безрезультатно завершились в 01:15 24 жовтня, втрати морської піхоти при цьому були невеликими і вона залишалася на своїх позиціях.
Частково у відповідь на атаку Накагуми 24 жовтня 2-й батальйон 7-го полку морської піхоти під командуванням Германа Ханнекена був розгорнутий біля Матанікау. Після того, як сили Оки, що підходили до позицій морської піхоти біля Матанікау з півдня були виявлені, батальйон Ханнекена зайняв позиції на хребті в напрямку на південь, створивши фланговий захист позицій морської піхоти біля Матанікау. Проте, залишалася прогалина між лівим флангом Ханнекена (зі сходу) і основним периметром.

### Атаки Маруями
Після передислокації батальйону Ханнекена 700 солдатів 1-го батальйону 7-го полку морської піхоти під командуванням підполковника Честі Пуллера він залишився єдиним, хто утримував лінію довжиною 2 500 ярдів (2 286 м) з південної сторони периметру Лунга на сході від річки Лунга. Пізніше 24 жовтня патрулі морської піхоти виявили сили Маруями, але було вже надто пізно в цей день морській піхоті змінювати свої позиції.

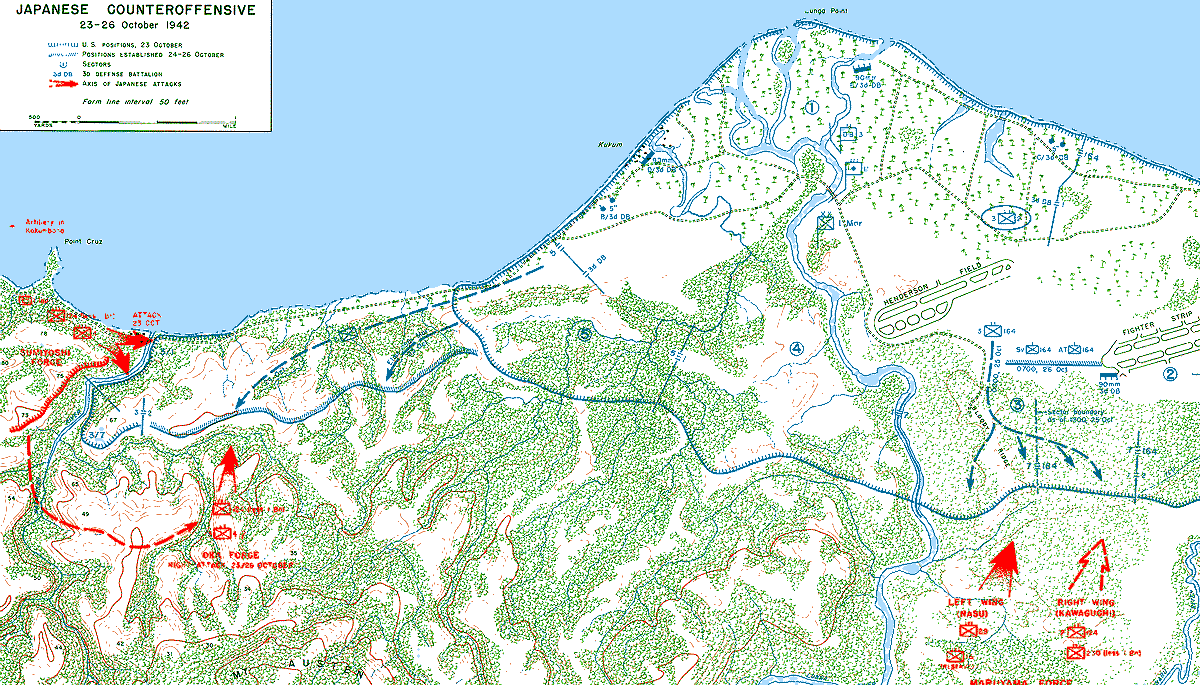
Карта битви 23-26 жовтня. Сумійосі і Ока наступають із заходу біля Матанікау (зліва), в той час як 2-а дивізія Маруями веде наступ на периметр Лунга з півдня (зправа)

В 14:00 24 жовтня підрозділи лівого і правого крил Маруями почали займати позиції для атаки. У військах Маруями залишалось дуже мало артилерії та мінометів для підтримки наступу, оскільки більшу її частину довелось кинути на дорозі Маруями. З 16:00 до 21:00 злива затримала просування японських військ, тому солдати були виснажені тривалим переходом через джунглі. Праве крило Сьодзі випадково повернуло паралельно лініям морської піхоти, і всі, крім одного батальйону, не змогли вийти до оборонних позицій ворога. 1-й батальйон 230-го піхотного полку Сьодзі наштовхнувся на лінію Пуллера близько 22:00 і був відкинутий солдатами Пуллера. З невідомих причин підлеглі Маруями доповіли Хякутаке, що солдати Сьодзі зайняли Гендерсон-філд. В 00:50 25 жовтня Хякутаке про це доповів в Рабаул: «Незадовго до 23:00 праве крило захопило аеродром».
Приблизно в цей же час батальйони лівого крила Насу нарешті дісталися оборонних позицій морської піхоти. В 00:30 25 жовтня 11-а рота 3-го батальйону Насу під командуванням капітана Дзіро Кацумати виявили і атакували роту А батальйону Пуллера. Атаці Кацумати заважав колючий дріт, що був розміщений перед лінією оборони морської піхоти, а потім кулеметний, мінометний і артилерійський вогонь американців. В 01:00 вогонь морської піхоти знищив більшу частину роти Кацумати.
Трохи західніше 9-а рота 3-го батальйону Насу в 01:15 пішла прямо на позиції роти «С» Пуллера. Через п'ять хвилин кулеметники морської піхоти під командуванням сержанта Джона Бейзілона знищили майже всю 9-ту роту. В 01:25 вогонь дивізіонної артилерії морської піхоти накрив солдатів Насу, розсипаних по дорозі.
Зрозумівши, що головні японські сили ще в дорозі, Пуллер запросив підкріплення. В 03:45 3-й батальйон 164-го піхотного полку під командуванням підполковника Роберта Холла, що знаходився в резерві, був перекинутий до лінії Пуллера. Незважаючи на темряву і постійну зливу, солдати Національної Гвардії Армії США успішно дісталися до позицій Пуллера на світанку.
Перед сходом сонця полковник Масадзіро Фурімія, командир 29-го піхотного полку, з двома ротами свого 3-го батальйону і членами штабу змогли пройти крізь артилерійський вогонь морської піхоти і досягнути позицій Пуллера близько 03:30. Більша частина солдатів Фурімії загинула під час вилазки, але близько 100 прорвалися крізь лінію оборони американців і створили клин 150 ярдів (137 м) шириною і 100 ярдів (91 м) глубиною в центрі позицій Пуллера. Після сходу сонця 2-й батальйон Фурімії приєднався до наступу на позиції Пуллера, але атака була відбита. В 07:30 Насу вирішив відвести більшу частину своїх солдатів в джунглі та приготуватися до наступного наступу вночі.
Вдень 25 жовтня солдати Пуллера атакували і ліквідували клин в своїх лініях, а також відстрілювали невеликі групи японських солдатів, вбивши 104-х із них. Більше 300 солдатів Маруями загинуло в перших атаках на периметр Лунга. В 04:30 Хякутаке спростував повідомлення про захоплення аеродрому, але в 07:00 повідомив, що результати наступу Маруями невідомі.

### Атаки з повітря і з моря

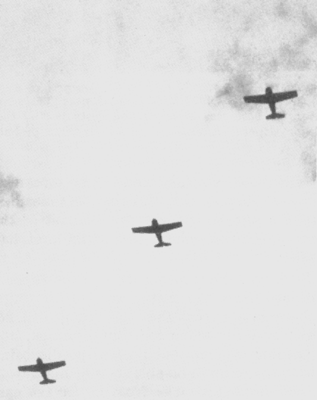
Винищувачі американської морської піхоти F4F Wildcat піднімаються з аеродрому Гендерсон-філд для атаки японських сил

8-й японський флот тримав з'єднання своїх кораблів готовими підтримати сухопутні атаки на Гуадалканалі. Після отримання повідомлення Хякутаке про успіх операції в 00:50 24 жовтня флот був відкликаний. Легкий крейсер Сендай та три есмінці патрулювали західніше Гуадалканалу з метою запобігання наближення до острова будь-яких кораблів Союзників. Перше ударне з'єднання з трьох есмінців і Друге ударне з'єднання з крейсера «Юра» та п'яти есмінців прибули до Гуадалканалу для нападу на будь-які судна Союзників біля північного та східного берегів, а також артилерійської підтримки військ Хякутаке.
В 10:14 перше ударне з'єднання прибуло до мису Лунга для полювання на два старих американських міноносця, перероблених в мінні загороджувачі, Зейн і Тревор, які виконували доставку авіаційного пального на Гендерсон-філд. Японські міноносці виявили та затопили американський буксир Семінол та патрульний катер YP-284 до початку бомбардування американських позицій навколо мису Лунга. В 10:53 берегова пушка морської піхоти попала та нанесла пошкодження одному з есмінців. Акацукі і всі три японських есмінці відійшли, обстріляні чотирма винищувачами Wildcat ВПС Кактуса.
Після прибуття Другого ударного з'єднання до Гуадалканалу через протоку Індиспенсейбл воно було атаковане п'ятьма пікірувальниками SBD Dauntless (SBD) з аеродрому Гендерсон-філд. Бомби нанесли важкі пошкодження крейсеру «Юра», і з'єднання лягло на зворотній курс, намагаючись врятуватися. Наступні повітряні атаки крейсера «Юра» протягом дня призвели до ще більших пошкоджень, і крейсер був покинутий та затоплений в 21:00.
Тим часом 82 японських бомбардувальника і винищувача 11-го повітряного флоту і авіаносці «Дзюнйо» та «Хійо» атакували Гендерсон-філд шістьма хвилями протягом дня. Їх зустріли винищувачі ВПС Кактуса та зенітний вогонь морської піхоти. До кінця дня японці втратили 11 винищувачів, 2 бомбардувальника та один розвідувальний літак разом з більшою частиною екіпажів збитих літаків. Були збиті також два винищувачі ВПС Кактус, проте обидва пілота були врятовані. Японські авіанальоти завдали лише невеликих пошкоджень аеродрому Гендерсон-філд і американській обороні. Пізніше американці назвали цей день «Бліндажна неділя» в зв'язку з тим, що постійні атаки з повітря, моря і сухопутної артилерії утримували багатьох захисників периметра Лунга в їх окопах та бомбосховищах протягом всього дня.

### Подальші атаки Маруями
Протягом дня 25 жовтня американці укріпили свої оборонні позиції проти японських атак, які очікувались наступної ночі. Із західної сторони Ханнекен та 5-й полк морської піхоти закрили прогалину між двома лініями оборони. Вздовж південної частини периметру солдати Пуллера і Голла були передислоковані та упорядковані. Солдати Пуллера укріпили західний сегмент сектору довжиною 1400 ярдів (1280 м), а солдати 164-го піхотного полку — східний сегмент довжиною 1100 ярдів (1006 м). Дивізійний резерв, 3-й батальйон 2-го полку морської піхоти, був розміщений прямо між позиціями Голла і Пуллера.
Маруяма відправив свій резерв, 16-й піхотний полк, на допомогу лівому крило Насу. Починаючи з 20:00 25 жовтня і до раннього ранку 26 жовтня 16-й полк та залишки інших підрозділів Насу проводили численні, але не результативні фронтальні атаки позицій Пуллера і Холла. Гвинтівки, кулемети, міномети, артилерія та вогонь прямою наводкою картеччю 37-мм протитанкових гармат «влаштували жахливу різню» серед солдатів Насу. Полковник Тосіро Хіроясу, що командував 16-м полком, і більша частина його штабу, а також чотири командири японських батальйонів загинули в цих атаках. Насу був смертельно поранений та помер через декілька годин. Декілька невеликих груп солдатів Насу прорвали американську оборону, у тому числі група під командуванням полковника Фурімії, але всі вони були вистежені та вбиті протягом наступних кількох днів. Підрозділи правого крила Сьодзі не брали участі в атаках, надаючи перевагу зайняти позиції, що прикривали правий фланг Насу від можливої атаки американців, проте ця загроза так і не матеріалізувалася.

### Атаки Оки

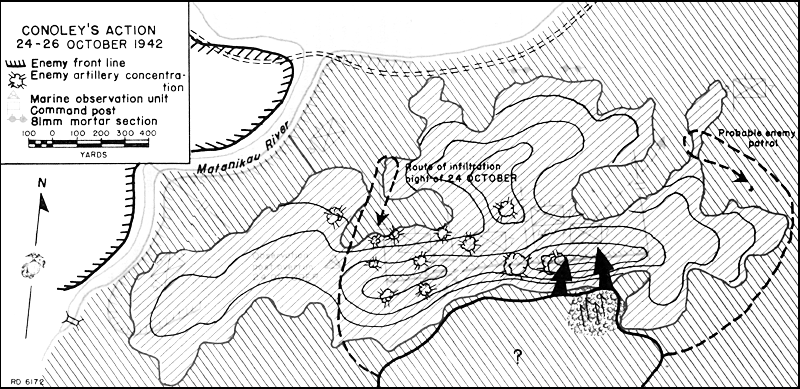
Карта атак Оки на хребет, який утримував батальйон Ханнекена

В 03:00 26 жовтня підрозділ Оки нарешті досяг і атакував позиції морської піхоти біля Матанікау. Солдати Оки атакували вздовж хребта, який утримував батальйон Ханнекена, головним чином рота F, яка прикривала край лівого флангу позицій морської піхоти на хребті. Кулемети роти F, якими командував Мітчелл Пейлд, вбили багатьох наступавших японців, але японський вогонь в результаті атак вбив або поранив майже всіх кулеметників морської піхоти. В 05:00 3-й батальйон 4-го піхотного полку Оки зміг успішно піднятися по схилу хребта та скинути решту бійців роти F з вершини.
У відповідь на захоплення японцями частини хребта, майор М. Конолі, офіцер батальйону Ханнекена, швидко зібрав в контратаку групу з 17 осіб, в яку ввійшли зв'язківці, кухар, музикант і допоміжний персонал. Випадково зібраний підрозділ Конолі приєднався до частин роти G, роти С, і декільком солдатам роти F та атакував японців до того, як вони змогли закріпитися на вершині хребта. В 06:00 сили Конолі вибили японців з хребта, завершивши успішно для американців атаку Оки. Морські піхотинці нарахували 98 японських тіл на хребті і ще 200 в ущелині перед ним. Підрозділ Ханнекена втратив 14 осіб вбитими та 32 пораненими.

## Після битви

### Відведення військ

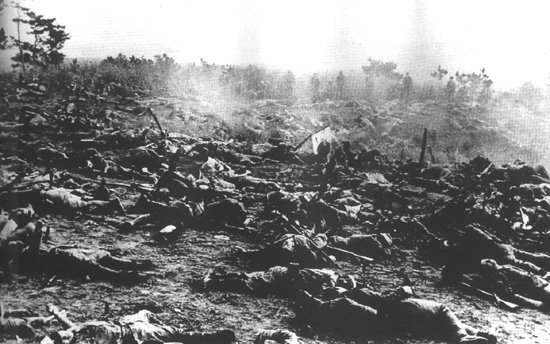
Мертві солдати японських 16-го та 29-го піхотних полків після атак 25-26 жовтня

В 08:00 26 жовтня Хякутаке відмінив наступ і наказав солдатам відступати. Солдати Маруями підібрали поранених поблизу американських оборонних позицій в ніч з 26 на 27 жовтня та почали відступати назад в джунглі. Американці зібрали та захоронили або спалили як можна швидше тіла 1 500 солдатів Маруями, які залишились лежати перед позиціями Пуллера та Холла. За словами одного солдата армії США, який брав участь в бою, Джон Е. Станнард описував сцену після бою: «Різня на полі бою виглядала так, що, можливо тільки в ближньому бою можна повністю усвідомити її та дивитися без жаху».
Ліве крило Маруями отримало наказ відступати назад до території на захід від річки Матанікау поки праве крило Сьодзі було відправлено до мису Колі, на схід від периметру Лунга. Ліве крило солдатів, яке відходило без продовольства на кілька днів раніше, почало відступати 27 жовтня. Під час відступу багато поранених японців померли та були поховані вздовж дороги Маруями. Один із солдатів Маруями, лейтенант Кейдзіро Мінегісі, писав в своєму щоденнику: «Я і подумати не міг, що доведеться відступати по тій же самій гористій стежці через джунглі, якою ми йшли раніше з таким ентузіазмом… ми не їли три дні і навіть йти було складно. На пагорбі моє тіло качалося, майже не здатне йти. Я повинен відпочивати кожні два метри».
Перші підрозділи 2-ї дивізії дійшли до штаб-квартири 17-ї армії в Кокумбоні на захід від Матанікау 4 листопада. В той же день підрозділ Сьодзі досяг мису Колі та організував табір. Втративши багато бійців, маючи велику кількість поранених, постійно недоїдаючи та хворіючи тропічними хворобами 2-а дивізія була нездатна вести наступальні операції та була змушена тримати оборону всю подальшу кампанію. Пізніше в листопаді американські війська вибили солдатів з мису Колі та заставили відійти назад до Кокумбони, де загін морської піхоти постійно атакував і створював проблеми протягом всього шляху. Тільки 700 з початкової кількості 3 000 бійців підрозділу Сьодзі повернулося до Кокумбони.

### Бій біля островів Санта-Крус
У той самий час, коли солдати Хякутаке наступали на периметр Лунга, японські авіаносці та інші військові кораблі під командуванням Ісороку Ямамото направились до південних Соломонових островів. З цієї позиції японський флот розраховував вступити в бій та завдати поразки флоту Союзників, в першу чергу авіаносним з'єднанням, які повинні були підійти в цей район з урахуванням початку суходольного наступу Хякутаке. Авіаносні сили Союзників, під командуванням Вільяма Голсі, який змінив Гормлі, також розраховували зустрітися в бою з японським флотом.
Два авіаносних з'єднання підійшли один до одного вранці 26 жовтня та почалася битва, відома в історії як бій біля островів Санта-Крус. Після обміну атаками літаків з авіаносців кораблі Союзників відійшли від місця битви, втративши один авіаносець та маючи після бою важко пошкоджений інший. Японські авіаносці сили також відійшли в зв'язку із значними втратами в літаках та екіпажах, а також важкими пошкодженнями двох авіаносців.
Незважаючи на тактичну перемогу Японії, літаки якої завдали значних втрат американському флоту, втрати самої Японії були непоправні. Втрата досвідчених екіпажів дала довготривалу стратегічну перевагу Союзникам, які втратили менше екіпажів.

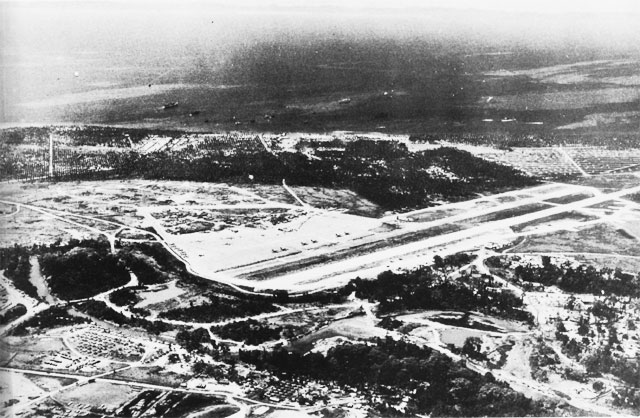
Гендерсон-філд в серпні 1944 року після перетворення його у велику авіабазу

### Подальші події
Незважаючи на поразку японської армії при наступі на периметр Лунга, японці не відмовилися від боротьби за Гуадалканал. Японські армія та флот розробили план передислокації залишків 38-ї дивізії на острів разом з 51-ю піхотною дивізією та проведення нової наступальної операції на Гендерсон-філд в листопаді 1942 року.
Японці планували знову провести бомбардування Гендерсон-філд великими артилерійськими кораблями, яке б дозволило провести конвой транспортних кораблів, що доставляв солдатів 38-ї дивізії та важке озброєння. Проте, цього разу американці, зробивши висновки з подій 14 жовтня, відправили ескадру на перехоплення кораблів Ямамото, відправлених з бази Трук на бомбардування аеродрому. Під час морської битви за Гуадалканал 13—15 листопада, флот і авіація Союзників зірвали обидві спроби японців бомбардувати Гендерсон-філд та знищили більшу частину транспортного конвою, що перевозив 38-му дивізію. Після цієї невдачі по доставці значних сухопутних сил на острів японські командири признали поразку в битві за Гуадалканал та евакуювали більшу частину сухопутного контингенту з острову в перший тиждень лютого 1943 року. Закріпивши успіх на Гуадалканалі та найближчих до нього островах, Союзники продовжили кампанію проти Японської імперії.

### Друковані видання
- Dull, Paul S. (1978). A Battle History of the Imperial Japanese Navy, 1941–1945. Naval Institute Press. ISBN 0-87021-097-1.

- Frank, Richard (1990). Guadalcanal: The Definitive Account of the Landmark Battle. New York: Random House. ISBN 0-394-58875-4.

- Gilbert, Oscar E. (2001). Marine Tank Battles in the Pacific. Da Capo. ISBN 1580970508.

- Griffith, Samuel B. (1963). The Battle for Guadalcanal. Champaign, Illinois, USA: University of Illinois Press. ISBN 0-252-06891-2.

- Jersey, Stanley Coleman (2008). Hell's Islands:  The Untold Story of Guadalcanal. College Station, Texas: Texas A&M University Press. ISBN 1-58544-616-5.

- Lundstrom, John B. (2005 (New edition)). First Team And the Guadalcanal Campaign: Naval Fighter Combat from August to November 1942. Naval Institute Press. ISBN 1-59114-472-8.

- Miller, Thomas G. (1969). Cactus Air Force. Admiral Nimitz Foundation. ISBN 0-934841-17-9.

- Morison, Samuel Eliot (1958). The Struggle for Guadalcanal, August 1942 – February 1943, vol. 5 of History of United States Naval Operations in World War II. Boston: Little, Brown and Company. ISBN 0-316-58305-7.

- Rottman, Gordon L.; Dr. Duncan Anderson (consultant editor) (2004). US Marine Corps Pacific Theatre of Operations 1941–43. Oxford: Osprey. ISBN 1-84176-518-X.

- Rottman, Gordon L.; Dr. Duncan Anderson (consultant editor) (2005). Japanese Army in World War II:  The South Pacific and New Guinea, 1942–43. Oxford and New York: Osprey. ISBN 1-84176-870-7.

- Smith, Michael T. (2000). Bloody Ridge: The Battle That Saved Guadalcanal. New York: Pocket. ISBN 0-7434-6321-8.

### Інтернет-публікації
- Anderson, Charles R. (1993). Guadalcanal. The U.S. Army Campaigns of World War II. United States Army Center of Military History. CMH Pub 72-8. Архів оригіналу за 20 грудня 2007. Процитовано 9 липня 2006.

- Cagney, James (2005). The Battle for Guadalcanal. HistoryAnimated.com. Архів оригіналу (javascript) за 26 травня 2012. Процитовано 17 травня 2006.— Інтерактивна карта битви

- Chen, C. Peter (2004–2006). Guadalcanal Campaign. World War II Database. Архів оригіналу за 26 травня 2012. Процитовано 17 травня 2006.

- Flahavin, Peter (2004). Guadalcanal Battle Sites, 1942–2004. Архів оригіналу за 26 травня 2012. Процитовано 2 серпня 2006. — Фотографії місць битв на Гуадалканалі в 1942 році і в наші дні.

- Hackett, Bob; Sander Kingsepp. HIJMS Yura: Tabular Record of Movement. Imperial Japanese Navy Page (CombinedFleet.com). Архів оригіналу за 1 липня 2012. Процитовано 14 червня 2006.

- Hough, Frank O.; Ludwig, Verle E., and Shaw, Henry I., Jr. Pearl Harbor to Guadalcanal. History of U.S. Marine Corps Operations in World War II. Архів оригіналу за 20 серпня 2011. Процитовано 16 травня 2006.

- Miller, John Jr. Guadalcanal:  The First Offensive. United States Army in World War II. Washington, D.C.: United States Army Center of Military History. CMH Pub 5-3. Архів оригіналу за 25 грудня 2007. Процитовано 4 липня 2006.

- Shaw, Henry I. (1992). First Offensive:  The Marine Campaign For Guadalcanal. Marines in World War II Commemorative Series. Архів оригіналу за 19 лютого 2012. Процитовано 25 липня 2006.

- Zimmerman, John L. (1949). The Guadalcanal Campaign. Marines in World War II Historical Monograph. Архів оригіналу за 19 лютого 2012. Процитовано 4 липня 2006.